# La luna
La luna va ser un programa de televisió, emès per TVE entre 1989 i 1990, dirigit per Sergi Schaaff i Casals, coordinat per Carmen Juan i presentat per Julia Otero.

## Format
Es tractava d'un programa d'entrevistes. En cada programa, la conductora realitzava una entrevista en profunditat a un personatge rellevant de l'escena social, política o cultural. Completava el programa una actuació musical.
L'espai va començar a emetre's en el circuit català de TVE des del 6 de febrer de 1989 amb el títol de La lluna, i en aquesta primera etapa es realitzaven tres entrevistes. Tres mesos després, des del 19 de maig, el programa a emetre's en La 1 de TVE en horari de Prime time.

## Convidats

### Entrevistats
- Nuria Espert.
- Alfonso Guerra.[4]
- Paul Mc Cartney.[5]
- Emilio Sánchez Vicario, tenista.
- Manuel Pertegaz
- Anthony Quinn
- Antonio Gala
- Plácido Domingo
- Javier Mariscal
- Juan Antonio Ruiz
- Carmen Cervera
- Lina Morgan
- Margarita Landi
- Sito Pons
- Rosa Montero
- Bertín Osborne
- Vicky Larraz
- Martes y 13
- Lola Flores
- Santiago Dexeus
- Xavier Cugat
- Joan Manuel Serrat
- Montserrat Caballé
- Manu Leguineche
- Albert Boadella
- Imanol Arias
- Manuel Gutiérrez Mellado
- María Dolores Pradera
- Juan Luis Cebrián
- Mario Conde

### Números musicals
- El Último de la Fila.
- Cliff Richard.[6]
- Isabel Pantoja
- Hombres G
- Paloma San Basilio
- Loquillo y los Trogloditas
- Luz Casal
- Juan Pardo
- Dyango
- Milli Vanilli
- Mike Oldfield
- Gabinete Caligari
- Sara Montiel
- José Luis Perales
- Duncan Dhu
- Nana Mouskouri
- Los Ronaldos
- Víctor Manuel
- Tina Turner
- Rocío Jurado
- Miguel Ríos
- Ana Belén
- Orquesta Mondragón
- Joaquín Sabina

## Premis
- Antena de Oro 1989: Julia Otero.
- TP d'Or 1989; Personatge més popular: Julia Otero.